# Dragon 2 DragonFly

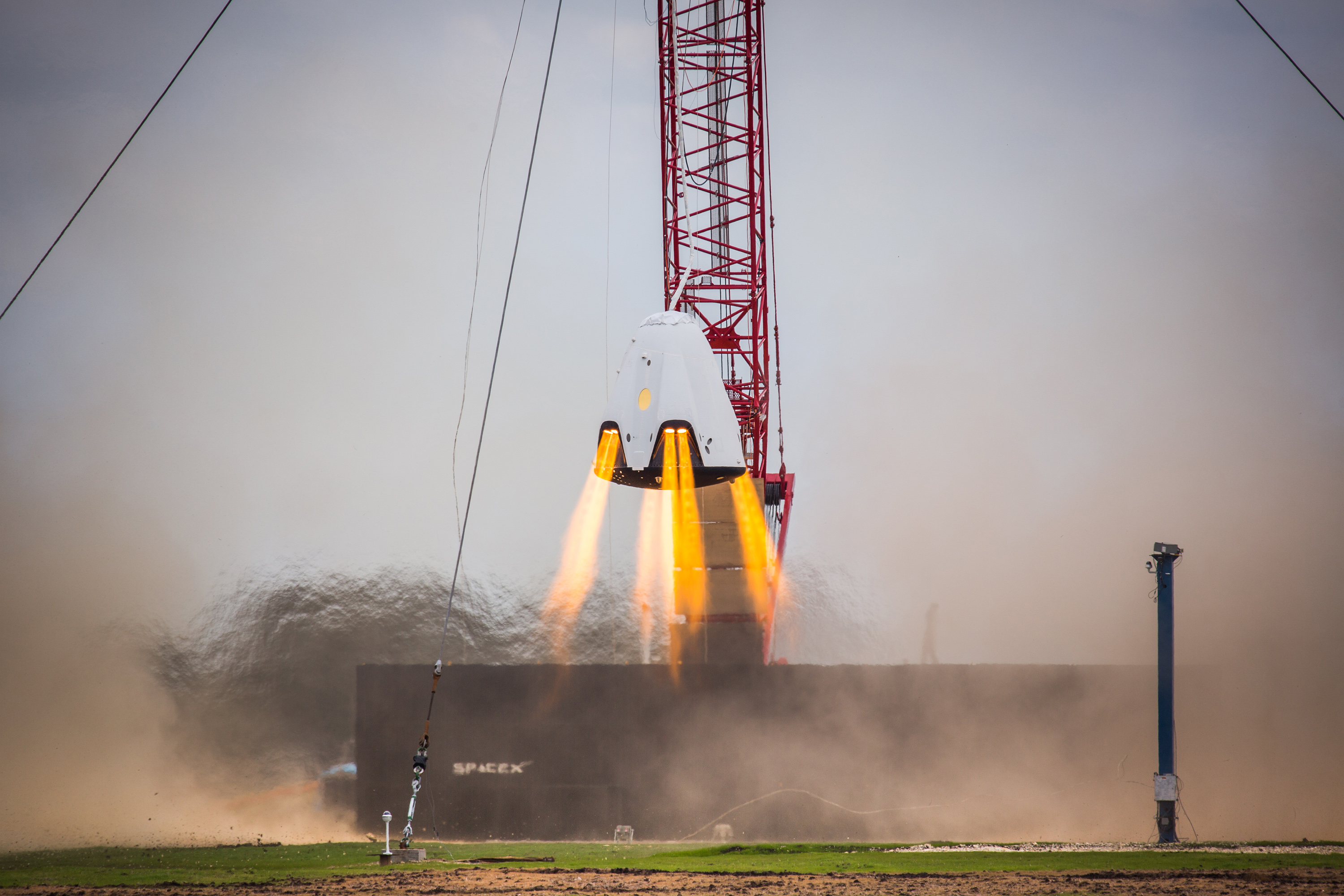
Test dei motori del DragonFly

La Dragon 2 DragonFly (Dragon C201) è un prototipo per testare l'atterraggio assistito da razzi frenanti della capsula Dragon V2 prodotto da SpaceX.
È previsto un estensivo programma di test per raccogliere dati per lo sviluppo di una capsula riutilizzabile per il trasporto di equipaggi verso l'orbita bassa. I test sono cominciati al sito di McGregor nell'ottobre del 2015, anche se erano inizialmente previsti per il 2014.

## Annuncio iniziale
Nel maggio 2014 SpaceX annunciò un intenso programma di test per una capsula propulsa da otto SuperDraco chiamata DragonFly. I test si sarebbero dovuti svolgere in Texas al centro di McGregor tra il 2014 e il 2015.

## Permessi FAA
Una certificazione finale è stata chiesta alla FAA nell'agosto 2014. La FAA ha stabilito che il programma DragonFly "non dovrebbe impattare significativamente sulla qualità della vita delle persone" I piani iniziali prevedevano che non sarebbero stati necessari più di due anni a SpaceX per completare un numero complessivo di 30 singoli test annuali sul veicolo. I permessi per continuare il programma sono stati chiesti il 29 luglio 2016 per proseguire un altro anno di test.

## Design
Il DragonFly è propulso da otto motori ipergolici SuperDraco, disposti a coppie in modo da poter sopportare il fallimento di un motore per coppia. I SuperDraco utilizzano un propellente stoccabile per lunghi periodi, composto da monometilidrazina (MMH) come propellente e tetraossido di azoto come ossidante (NTO), lo stesso mix utilizzato nel più piccolo motore Draco. Nonostante i motori SuperDraco siano in grado di sviluppare 73 000 kN di spinta, durante gli atterraggi la spinta sarà diminuita a 68 170 kN per mantenere il veicolo stabile.

## Programma di test
È stato proposto un programma di test composto da 60 voli. Tra i primi trenta voli sono inclusi due atterraggi propulsi assistiti da paracadute e due droptest in cui la capsula verrà fatta cadere da un'altitudine di circa 3 000 m. Gli altri 26 voli sono decolli seguiti da atterraggi verticali su una rampa costruita ad hoc: otto "salti" assistiti da paracadute e dai propulsori e diciotto con i soli propulsori, simili ai voli del Grasshopper condotti a McGregor.
I voli test includeranno un'ulteriore serie che vedrà il DragonFly attaccato ad un trunk, un modulo non pressurizzato che sulla capsula Dragon trasporta una serie di carichi che non necessitano di essere lanciati pressurizzati o troppo ingombranti e provvede a produrre energia elettrica in orbita.
Il DragonFly è stato utilizzato per un test di fuga presso la rampa di lancio il 15 maggio 2015.